# Gonomyia (Leiponeura) pietatis
Gonomyia (Leiponeura) pietatis is een tweevleugelige uit de familie steltmuggen (Limoniidae). De soort komt voor in het Australaziatisch gebied.